# 施图特霍夫集中营

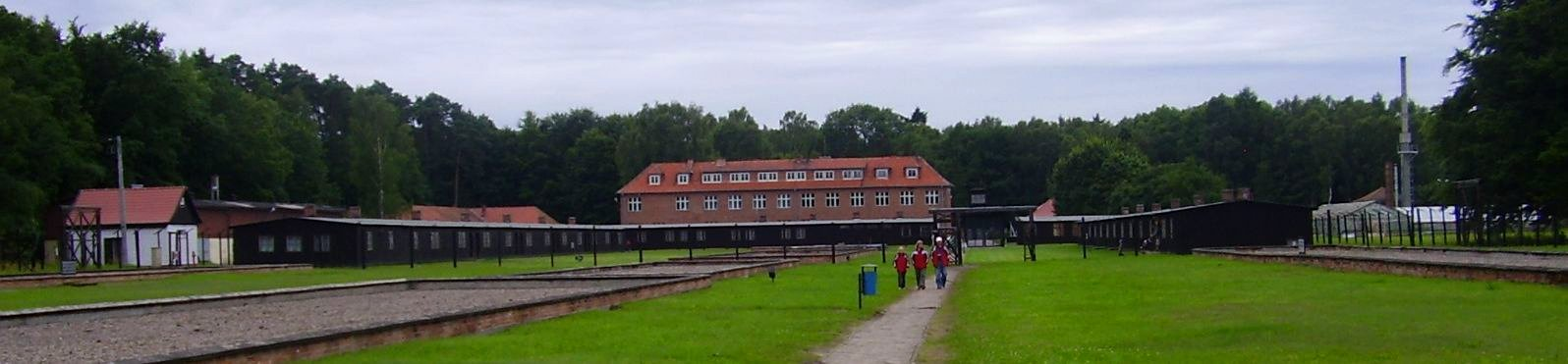
施图特霍夫博物馆全景，2007年

施图特霍夫是一座纳粹德国集中营，位于前但泽自由市领土的但泽市以东34公里，建立在施图托沃小镇附近一个僻静潮湿、树木繁茂的地区。在德苏入侵波兰后，该集中营围绕已有的建筑物建立，用于监禁波兰领导人和知识分子 。第二年，数百名囚犯建造了实际使用的营房。
施图特霍夫是第一座在德国边境以外建立的纳粹集中营，自1939年9月2日起开始运作。该集中营同时也是最后被解放的集中营，直到1945年5月9日才被解放。据估计，施图特霍夫集中营及其分营中共有63,000至65,000名囚犯死亡，其中约28,000人是犹太人。死亡的原因包括谋杀、流行病、极端劳动条件、囚犯撤离和缺乏医疗等。营地期间总共有多达11万被驱逐者进入该集中营。约有24,600人从施图特霍夫转移到了其他地点。

## 营区

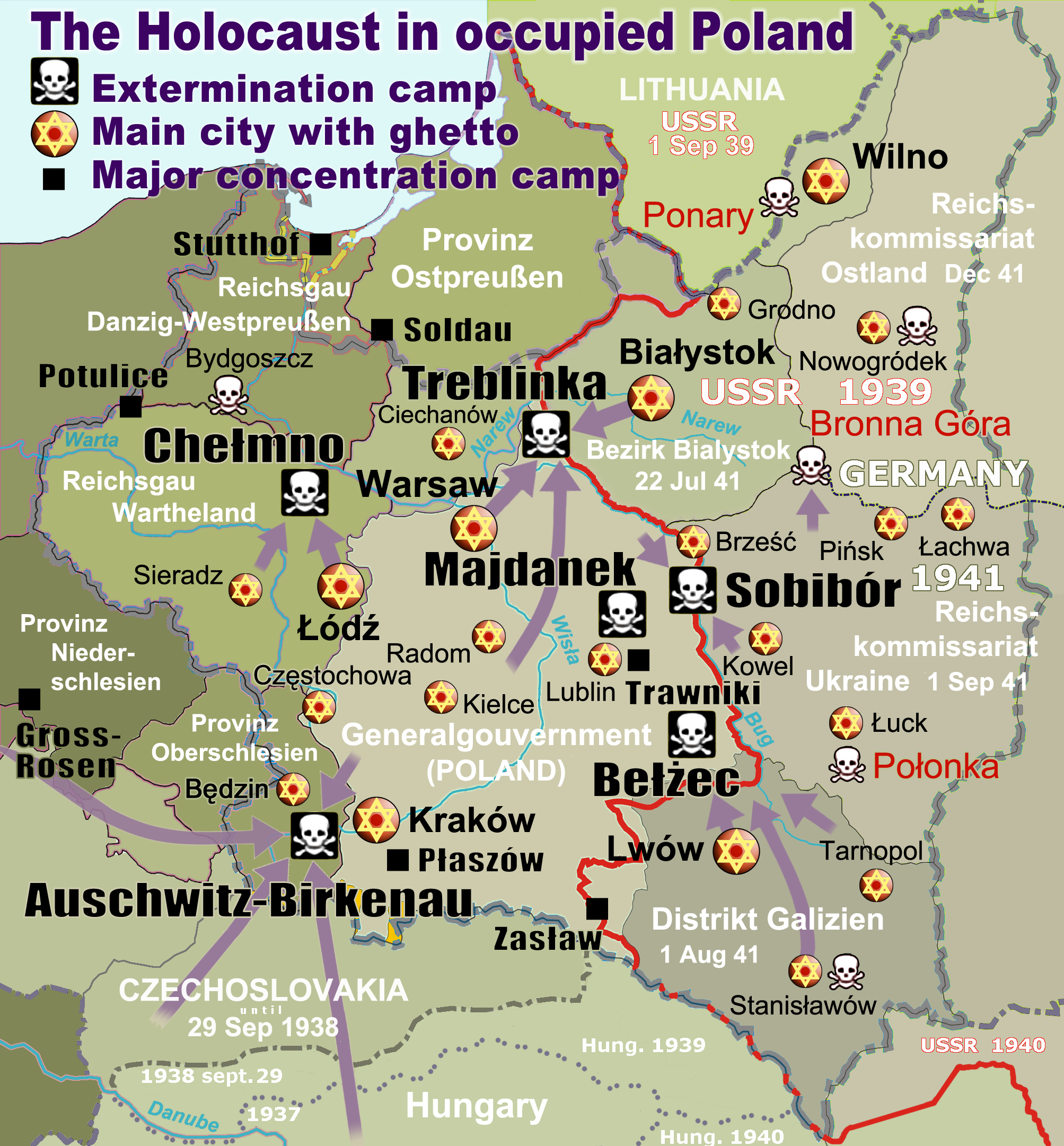
纳粹在德占波兰建立的集中营（标有黑色方块）。施图特霍夫位于左上角

该营地是在种族清洗项目的基础上建立的，项目活动包括在但泽地区和西普鲁士清理波兰精英（知识分子、宗教界和政治领导人）。
早在战争开始之前， 波美拉尼亚的日耳曼自卫队就建立了被捕人员名单，纳粹当局已经在秘密核查在该地区设立集中营的合适地点。
施图特霍夫原是但泽警察局长下属的一个平民拘留营，随后被大规模扩建。1941年11月，施图特霍夫成为由德国安全警察管理的“劳动教育”营地（与达豪集中营类似 ）。最后，在1942年1月，施图特霍夫成为一座常设集中营。
最初的集中营营地（被称为旧营）被铁丝网包围，包括八座囚犯营房和一座党卫队卫兵总部（Kommandantur），总面积为12万平方米。1943年营地扩建，并在旧营旁建造了一座新营。新营同样被通电铁丝网围栏包围，包含30座新的营房，使总面积增加到1.2平方公里。1943年集中营加入焚尸炉和毒气室，及时在施图特霍夫于1944年6月被列入“最终解决方案“时开始大规模处决。当处刑需求超过了毒气室的最大容量时（每次处决150人），会用移动式毒气车作为补充。

### 工作人员

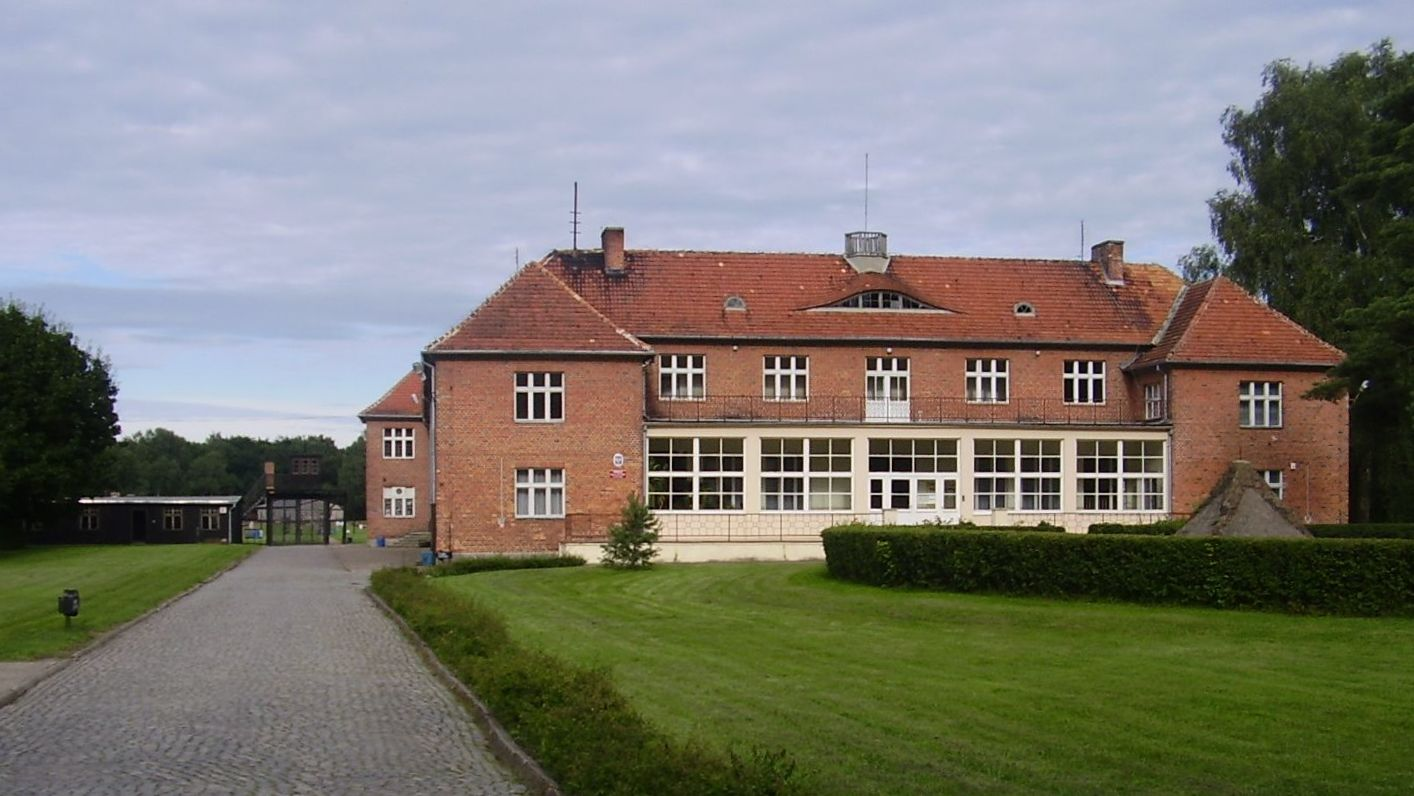
施图特霍夫集中营行政楼

该集中营的工作人员由德国党卫队卫兵构成，1943年之后加入了由党卫队集团长弗里茨·卡茨曼带来的乌克兰辅警。
1942年，第一位德国党卫队女监工警卫与女性囚犯一起抵达施图特霍夫。共有295名女警卫在施图特霍夫集中营综合体中担任工作人员。 
其中著名的女性看守人员包括：伊丽莎白·贝克尔、厄尔那·贝尔哈特、赫尔塔·波特、赫尔敏·波切-布吕克纳、格尔达·施泰因霍夫、艾娃·帕拉迪斯和珍妮-旺达·巴克曼等。贝克尔、波特、施泰因霍夫、帕拉迪斯和巴克曼等34名女性警卫后来被认定犯有反人类罪。1944年，施图特霍夫的分营东布洛姆贝格女子营（德語：Konzentrationslager Bromberg-Ost）在比得哥什建立，女看守面临严重短缺 。 因此自当年6月起，施图特霍夫的党卫队开始征集但泽及周边城市的妇女，并将其训练为警卫。
根据挪威犹太人大屠杀和宗教少数群体研究中心高级研究员Terje Emberland的说法，挪威的数名武装党卫队志愿者曾在施图特霍夫担任北欧国家囚犯的警卫或教官。 

### 囚犯

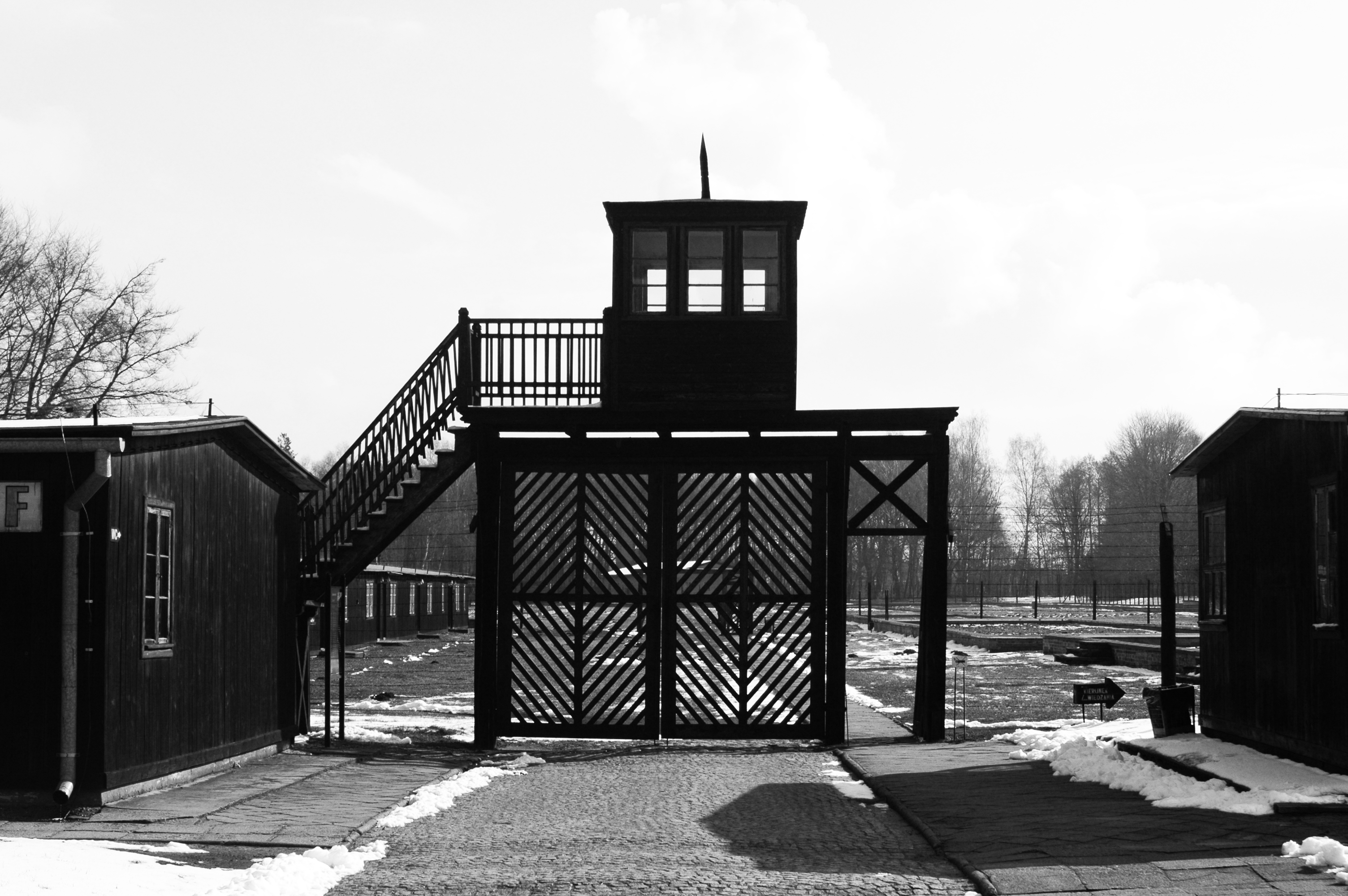
2008年拍摄的集中营入口

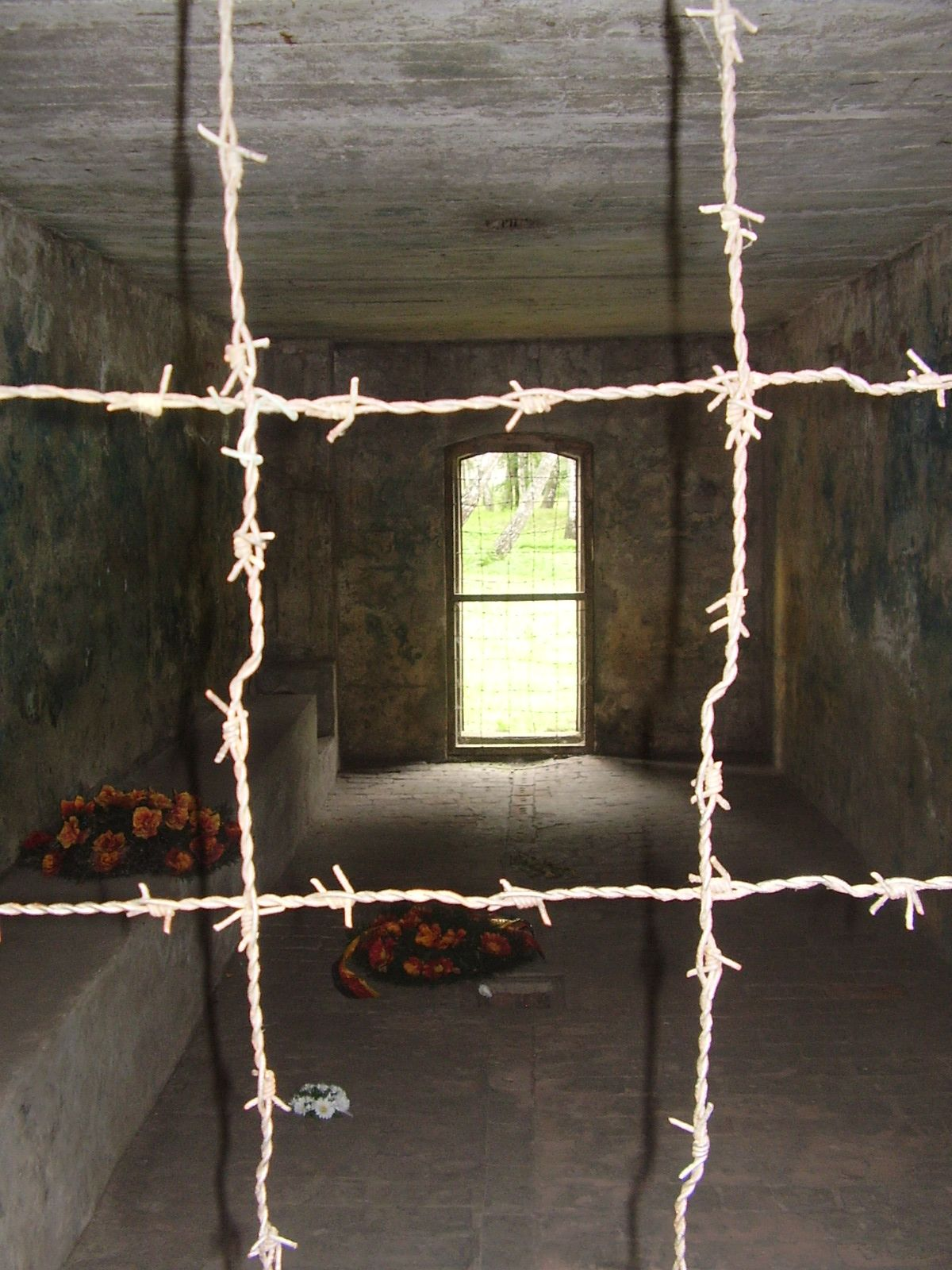
毒气室内

施图特霍夫的第一批150名囚犯于1939年9月2日被监禁，选自在战争爆发后不久于但泽被捕的波兰人和犹太人。 随后两周囚犯人数不断增长，到了1939年9月15日人数已经增加到6,000人。1942年之前，几乎所有的囚犯都是波兰人。1944年，囚犯人数大幅增加，犹太人是新增加囚犯中的一个显著群体。施图特霍夫的第一批2,500名犹太囚犯于1944年7月从奥斯威辛集中营运送而来。共有23,566名犹太人（包括21,817名女性）从奥斯威辛集中营转移到施图特霍夫，还有25,053人（包括16,123名女性）从波罗的海国家的集中营转移而来。 当苏联红军于1944年7月至8月开始通过德国占领的爱沙尼亚进军时，克洛加集中营的工作人员将大部分囚犯由海上撤离并送往施图特霍夫。根據其他消息來源，雖然營地工作人員撤離了囚犯，但在一次大屠殺中槍殺了大多數囚犯。
在施图特霍夫登记的囚犯包括28个国家的公民。除了犹太人和波兰人，集中营中还有德国人、捷克人、荷兰人、比利时人 、 法国人 、 挪威人 、 芬兰人 、 丹麦人 、 立陶宛人、 拉脱维亚人、 白俄罗斯人、俄罗斯人等。11万名囚犯中有来自欧洲各地的犹太人、波兰地下国成员、华沙起义期间从华沙被驱逐的波兰平民、立陶宛和拉脱维亚知识分子、拉脱维亚抵抗战士、精神病人、苏联战俘和共产党人（譬如丹麦霍斯罗德集中营的共产党人就被驱逐到了施图特霍夫）。据信被立即处决的囚犯没有登记。

### 条件
集中营中的条件非常苛刻。  最早的处决于1940年1月11日和3月22日进行，有89名波兰活动分子和政府官员被枪杀。在1942年冬季与1944年，斑疹伤寒疫情两度席卷营地，造成许多囚犯死亡。被党卫队守卫认定为太过虚弱或无法工作的人在营地的小毒气室里被处决。齐克隆B于1944年6月开始用于毒气室。营地疏散之前，有4,000名囚犯（包括犹太妇女和儿童）在毒气室被杀害。另一种在施图特霍夫实施的处决方法是将致死量的苯酚注入心脏。 营地中有63,000至65,000人死亡。
德国人将施图特霍夫的囚犯用作强制劳工。许多囚犯在党卫队所有的企业工作。一些人在位于集中营内的德国设备工厂（DAW）工作：工厂毗邻囚犯营房而建，是一座戒备森严的军工厂。其他囚犯在当地砖厂，私营工业企业，农业或集中营自己的车间工作。1944年，随着集中营囚犯的强迫劳动对军备生产越来越重要，施图特霍夫集中营内建造了一座福克-沃尔夫飞机制造厂。施图特霍夫营地系统最终成为一个由强迫劳动营组成的网络。 据《大屠杀百科全书》相对非官方的估计，纳粹在整个波兰北部和中部建立了约105座施图特霍夫分营。主要的分营位于托伦和埃尔布隆格。 

### 由受害者尸体生产肥皂

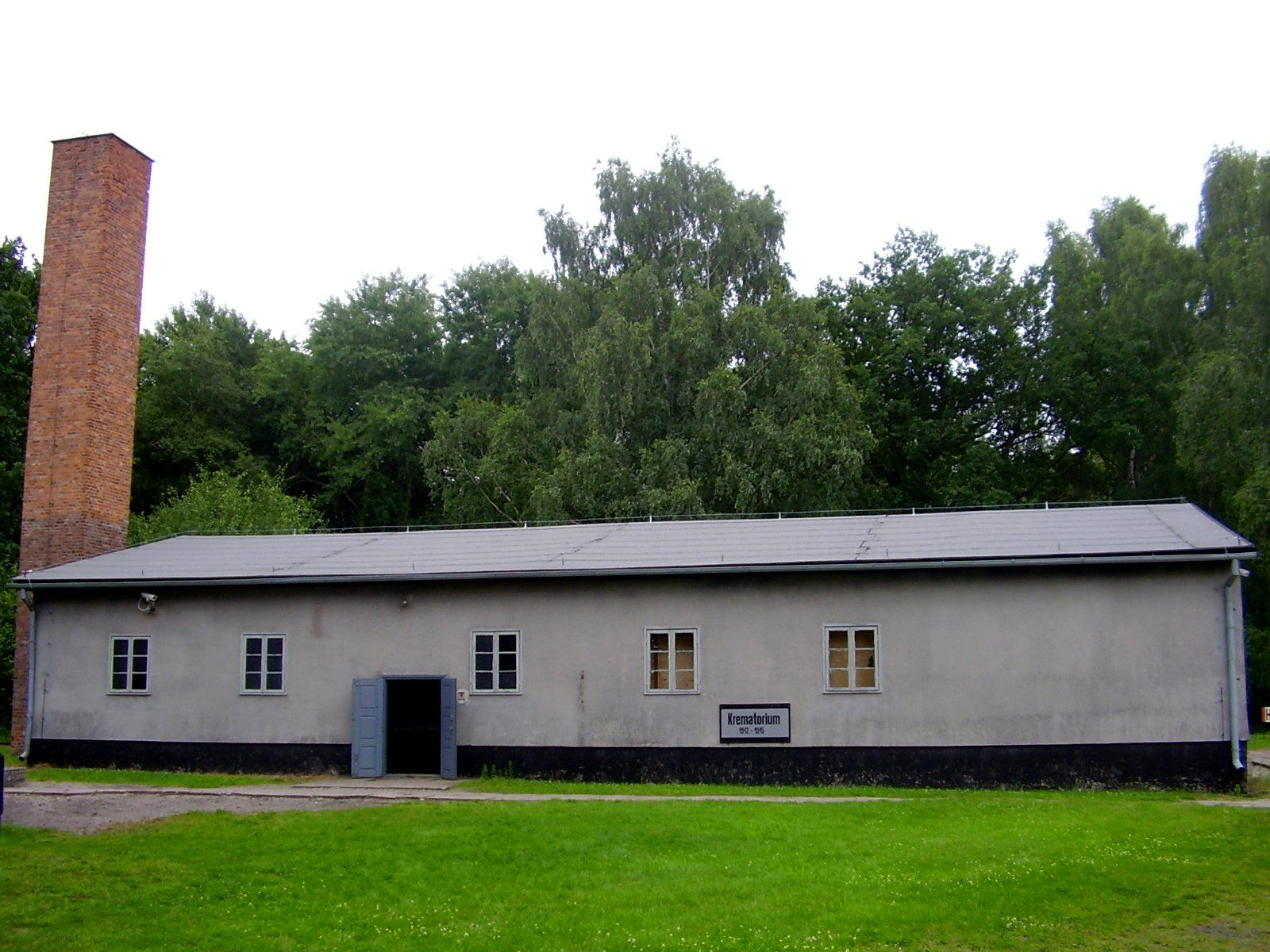
火葬场建筑

有证据表明，从施图特霍夫集中营获得的尸体被用于人尸肥皂的小规模实验性生产。施图特霍夫已经被确认为纳粹博士鲁道夫·施潘纳用于制造有限量人类脂肪肥皂的三个尸体来源之一， 被用作人尸肥皂产品开发。
亚历山大·韦斯在《在1941年至1945年战争期间的俄罗斯》书中报告称，他在1945年红军解放格但斯克（但泽）后不久访问了该城，在城外看到了一家试验性工厂，用于制造人尸肥皂。根据韦斯的说法，工厂是由“一位名叫施潘纳的德国教授”经营的，“是一个噩梦般的场景，工厂的大缸装满了腌制在某种液体中的人头和躯干，提桶里装满了一种易碎的物质——人体肥皂”。 波兰研究人员对韦斯所称的生产规模提出异议。2006年，来自格但斯克理工大学的研究人员发布了奥斯威辛 - 比克瑙国家博物馆的新闻稿，声称从全部三个尸源生产的肥皂总量在10到100公斤之间。由于施图特霍夫只是人尸的三个来源之一，因此生产只是实验室规模的，而非工厂规模。华沙生命科学大学的Andrzej Stołyhwo教授分析了来自格但斯克医学院解剖学研究所的肥皂样本，发现其化学性质类似海牙国际法院在1945年11月至1946年10月期间用作纳粹战争罪罪证的样品

## 分营
在第二次世界大战期间，位于施图特霍夫的纳粹集中营主营下辖多达40个分营。根据犹太虚拟图书馆的说法，分营总共关押了来自25个国家的110,000名囚犯。 施图特霍夫的分营包括：  
1. 波岑（英语：Bocień）
2. 比得哥什东布洛姆贝格集中营
3. 霍拉普（英语：Chorab）
4. 切日尼（英语：Cieszyny, Kuyavian-Pomeranian Voivodeship）
5. 科科斯基（英语：Kokoszki）但泽-布尔格拉本集中营
6. 格但斯克新港（英语：Neufahrwasser）
7. 但泽船厂（英语：Danziger Werft）
8. 热姆亚尼（英语：Dziemiany）
9. 埃爾布隆格分支办公室
10. 埃爾布隆格 / 托德集团（英语：Org. Todt）
11. 埃爾布隆格 / 施豪工厂（英语：Schichau-Werke）
12. 波利采
13. 哥腾哈芬
14. 格尔道恩户外劳改营（英语：Außenarbeitslager Gerdauen）
15. 格魯瓊茲
16. 格楞茨多夫（英语：Graniczna Wieś） (?)
17. 格罗德诺
18. 古多沃（Gutowo）
19. 格维日兹尼（英语：Gwiździny, Nowe Miasto County）
20. 海利根贝尔集中营（英语：Heiligenbeil concentration camp）
21. 耶扫（Jesau）/俄罗斯尤日尼（Yuzhny）
22. 科尔卡乌（英语：Kolkau）
23. 可尔热米耶涅沃（英语：Krzemieniewo, Pomeranian Voivodeship）
24. 倫堡
25. 马尔肯梅日内克（英语：Malken Mierzynek）
26. 纳维茨（英语：Nawitz）
27. 尼斯基（英语：Niskie）
28. 奧布日茨科
29. 格但斯克普魯什奇
30. 布罗德尼察
31. 席尔肯巴斯（Schirkenpass）
32. 森波波爾
33. 柳布林诺（英语：Lyublino, Kaliningrad Oblast）
34. 佐菲恩瓦尔德（Sophienwalde）
35. 斯武普斯克
36. 格但斯克舊城
37. 布魯瑟
38. 托伦(AEG, 托德集团（英语：Org. Todt）)

## 指挥官
- 党卫队突击队大队长马克斯·保利，1939年9月至1942年8月
- 党卫队突击队大队长保罗-维尔纳·霍普 ，1942年8月至1945年1月

## 死亡行军

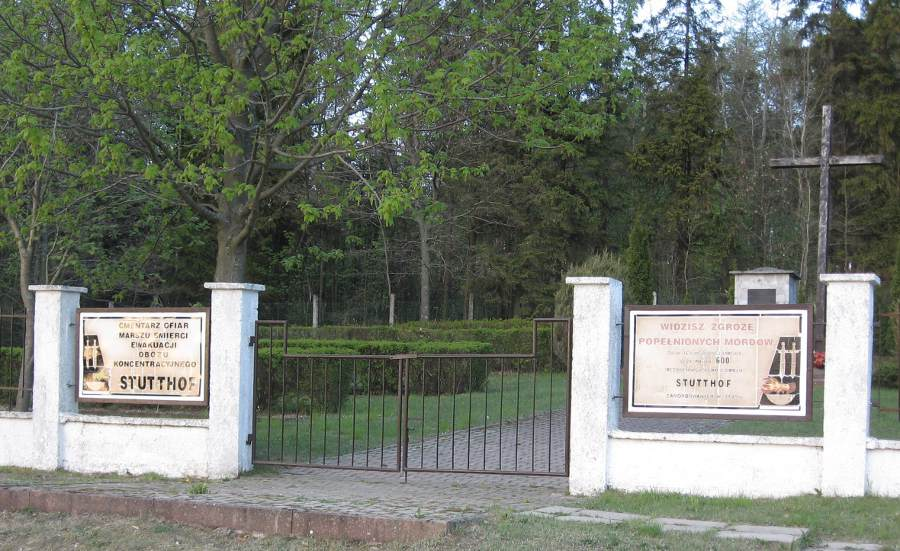
纳维茨

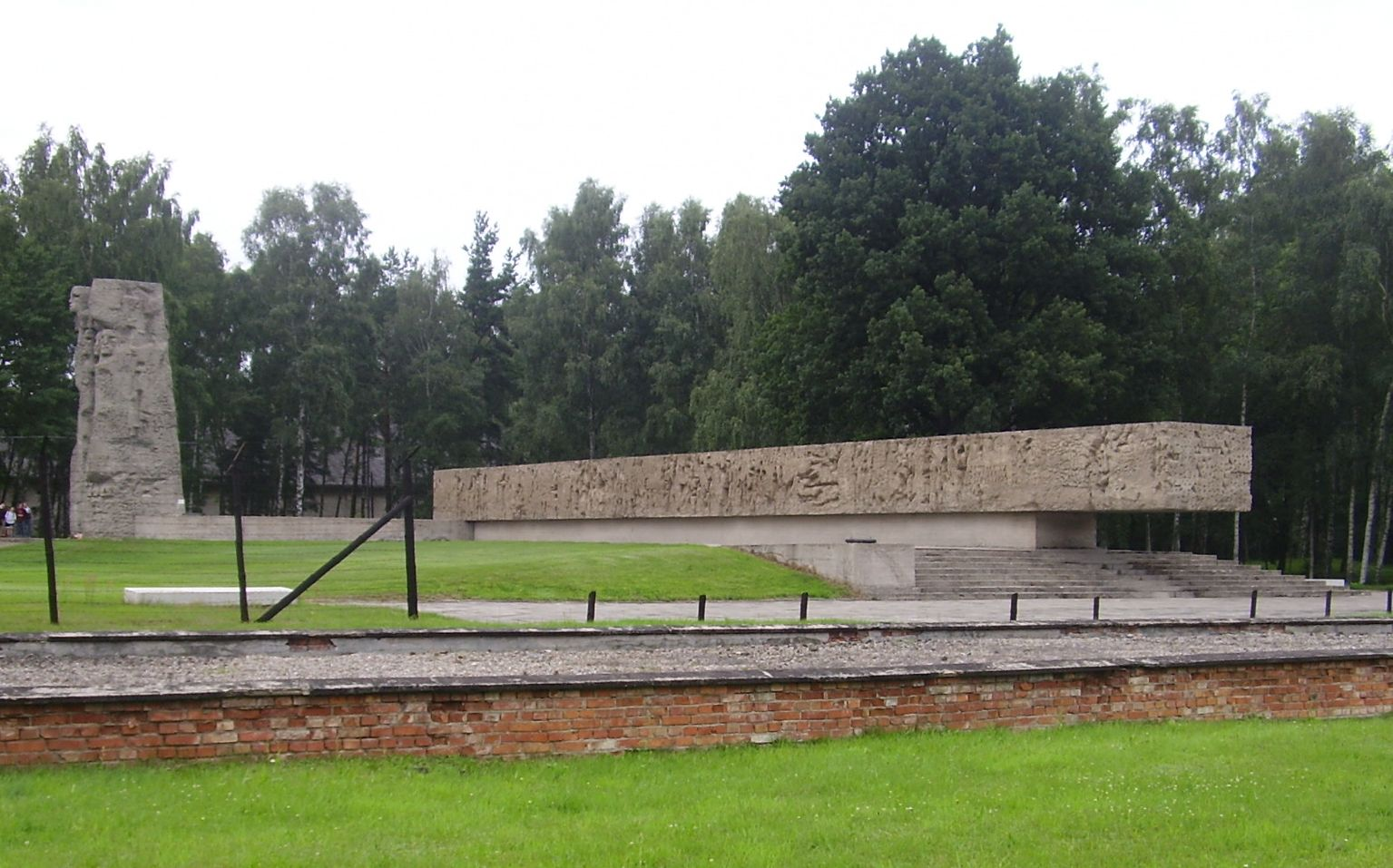
集中营纪念馆

波兰北部施图特霍夫营地系统的囚犯于1945年1月25日开始撤离。最终撤离开始时，施图特霍夫各营中有近50,000名囚犯，其中大多数是犹太人。纳粹让施图特霍夫下属分营的大约5,000名囚犯行进到波罗的海海岸，迫使他们下水，并用机枪扫射。其余的囚犯向德国东部的劳恩堡方向行进。苏联红军的进军切断德国人的去路，迫使幸存的囚犯回到施图特霍夫。在严酷的冬季条件下行进以及党卫队警卫的残酷对待导致数千人死亡。 
1945年4月下旬，由于施图特霍夫集中营被苏联红军完全包围，营地剩余的囚犯经海路撤走。纳粹再次将数百名囚犯赶入海中后射杀。超过4,000人乘小船前往德国，一些人前往汉堡附近的诺因加默集中营 ，一些人前往波罗的海沿岸的集中营。许多人在途中被淹死。 
1945年5月5日， 一艘满是饥饿囚犯的驳船被拖入丹麦基林索姆港，船上370有351人获救。在德国投降前不久，一些囚犯被转移到瑞典马尔默 ，并被释放到中立国的照顾下。据估计，在从施图特霍夫及其分营地撤离期间，有超过25,000名囚犯死亡，每两人就有一人死亡。 
苏联军队于1945年5月9日解放了施图特霍夫，拯救了大约100名在营地最后撤离期间躲藏起来的囚犯。

## 施图特霍夫审判

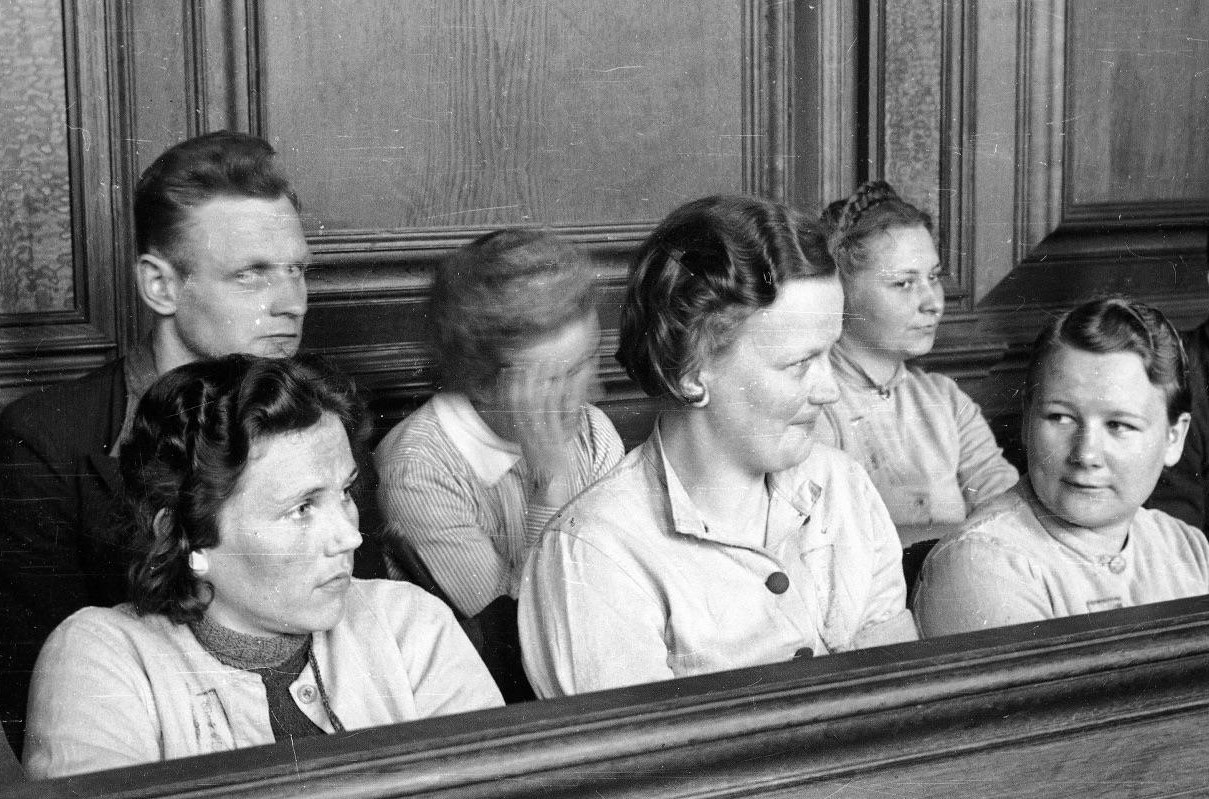
伊丽莎白·贝克尔（前排左侧）

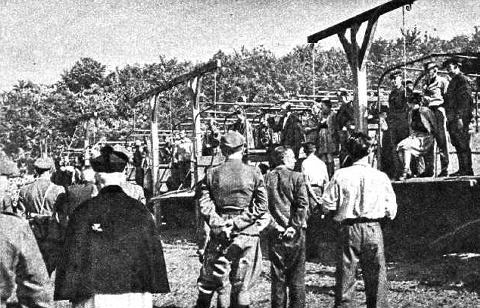
处决施图特霍夫集中营的党卫队监督：Becker，Klaff，Steinhoff和Pauls于1946年7月4日被处决。现场有牧师

波兰在格但斯克四次审判施图特霍夫的警卫和囚监，指控他们犯有战争罪和危害人类罪。
第一次审判于1946年4月25日至5月31日举行，指控集中营的30名官员和囚监。苏联-波兰特别刑事法院裁定所有人的罪行成立。包括前指挥官约翰·保罗斯在内的11名被告被判处死刑。其余人被判处刑期不等的监禁。
第二次审判于1947年10月8日至10月31日在波兰特别刑事法院受审。被提审的24名施图特霍夫集中营官员和警卫被判有罪，十人被判处死刑。
第三次审判于1947年11月5日至11月10日在波兰特别刑事法院受审。提审了20名官员和警卫，19人被判有罪，1人被判无罪。
第四次也是最后一次审判于1947年11月19日至11月29日在波兰特别刑事法院受审。27名官员和警卫被提审，26人被判有罪，1人无罪释放。

## 《鬼抓人游戏》
阿尔图尔·日米耶夫斯基1999年拍摄的一段影片中，一群裸体的人在施图特霍夫的一间毒气室玩鬼抓人游戏。影片激起众怒。 

## 著名的囚犯
- 英格利·皮特（英语：Ingrid Pitt），波兰裔英国女演员，作家
- 巴里斯·斯洛加（英语：Balys Sruoga），立陶宛诗人、剧作家、评论家和文学理论家
- 卢西安·席尔科夫斯基（波兰语：Lucjan Cylkowski），波兰自由战士

### 引用
1. 1 2 3 4 5  Blatman, Daniel. . 哈佛大学出版社. 2011: 111–112  [2019-02-21]. ISBN 978-0674725980. （原始内容存档于2019-12-17）.
2. ↑  Maria Przyłucka.  [Prisoner labour at Stutthof] (PDF). Zeszyty Muzeum Stutthof (2) (Muzeum Stutthof w Sztutowie). 1977: 59 (4–5/19 in PDF)  [11 February 2015]. （原始内容存档 (PDF)于2018-10-29）.
3. 1 2 3 4 5 6 7  Stutthof State Museum. .   [2019-02-21]. （原始内容存档于2019-03-22）.
4. ↑  . JewishGen.org.   [21 January 2013]. （原始内容存档于2011-09-28）.
5. 1 2  Holocaust Encyclopedia. . United States Holocaust Memorial Museum. 20 June 2014  [2 February 2015]. （原始内容存档于2018-06-14）.
6. ↑   Nunca Mas（2007），Datos de 295 Mujeres Pertenecientes a la SS：Christel Bankewitz，Stutthof ，Historia Virtual del Holocausto，elholocausto.net; 2017年12月30日访问。
7. ↑  Benjamin B. Ferencz. .   [24 June 2013]. （原始内容存档于2014-01-03）.
8. ↑  .   [21 January 2013]. （原始内容存档于2014-03-07）.
9. ↑   (PDF). www.webcitation.org.   [2020-07-23]. （原始内容 (PDF)存档于2012-03-05）.
10. ↑  . Issuu.   [2020-07-23]. （原始内容存档于2020-08-07） （英语）.
11. ↑  Matussek, Paul;  et al. . Springer-Verlag. 1975: 19  [2019-02-21]. ISBN 978-3-642-66077-1. （原始内容存档于2020-09-02）.
12. ↑  Chris Webb，Carmelo Lisciotto（2007），Stutthof Concentration Camp。 （页面存档备份，存于） HEART在HolocaustResearchProject.org。
13. ↑  Shermer, Michael; Alex Grobman. . Univ. of California Press. 2002: 114–17.
14. ↑  . Mail & Guardian Online.   [21 January 2013].[永久]
15. ↑  Werth, Alexander. . Dutton. 1964: 1019.
16. ↑  Auschwitz-Birkenau State Museum (October 2006) Human Fat Was Used to Produce Soap in Gdansk during the War. 引文： "The corpses used in the experiments were obtained from sources including the mental hospital in Kocborów, the prison in Królewiec [then Königsberg, now Kaliningrad, Russia], and – despite Spanner's categorical denials – the Stutthof death camp. (PAP)"
17. ↑  . JewishGen.org.   [24 June 2013]. （原始内容存档于2011-09-28）.
18. ↑   (). Jewish Virtual Library.   [7 October 2014]. （原始内容存档于2017-01-14）. Source: Atlas of the Holocaust by Martin Gilbert (1982)
19. 1 2  . U.S. Holocaust Memorial Museum.   [24 June 2013]. （原始内容存档于2018-06-14）.
20. ↑  Harthorne, Michael. . 30 November 2017  [2019-02-21]. （原始内容存档于2019-03-18）.
21. ↑  . 8 July 2015  [2019-02-21]. （原始内容存档于2019-06-12）.